# Linwood (Kansas)
Linwood es una ciudad ubicada en el condado de Leavenworth en el estado estadounidense de Kansas. En el año 2010 tenía una población de 375 habitantes y una densidad poblacional de 340,91 personas por km².

## Geografía
Linwood se encuentra ubicada en las coordenadas 39°0′3″N 95°2′14″O / 39.00083, -95.03722 (39.000722, -95.037199).

## Demografía
Según la Oficina del Censo en 2000 los ingresos medios por hogar en la localidad eran de $35,313 y los ingresos medios por familia eran $39,125. Los hombres tenían unos ingresos medios de $26,875 frente a los $24,896 para las mujeres. La renta per cápita para la localidad era de $13,008. Alrededor del 7.2% de la población estaban por debajo del umbral de pobreza.